# Eddy Bruma
Eduard Johan (Eddy) Bruma (Paramaribo, 30 mei 1925 – aldaar, 6 november 2000) was een Surinaams jurist, schrijver en politicus.

## Politieke activiteit

### Tot 1973
Tijdens de Tweede Wereldoorlog zat hij gevangen vanwege zijn nationalistische activiteiten. Na die oorlog studeerde hij rechten aan de Vrije Universiteit in Amsterdam en was hij in 1951 betrokken bij de oprichting van de Surinaamse culturele vereniging Wie Eegie Sanie. Na terugkeer in zijn moederland in 1954 vestigde hij zich als advocaat in Paramaribo. Daarnaast was hij in Suriname ook politiek actief. Zo stichtte hij in 1959 de Nationalistische Beweging Suriname (NBS) die in 1961 opging in de creoolse Partij Nationalistische Republiek (PNR). De PNR streefde naar onmiddellijke onafhankelijkheid, terwijl de eveneens creoolse NPS onder leiding van Pengel dat pas op lange termijn wilde. De PNR behaalde bij de Staten-verkiezingen van dat jaar geen zetel. Bij de verkiezingen van 24 oktober 1969 haalde zijn partij wel een zetel, waarna Bruma als Statenlid oppositie voerde tegen de regering onder leiding van premier Sedney. Verder was hij voorzitter van de in 1970 opgerichte vakbond Centrale 47 (C-47; een tegenhanger van de meer aan de NPS gelieerde Moederbond), totdat hij werd opgevolgd door Fred Derby.

### 1973-1980
In 1973 was de PNR een van de partijen die deel uitmaakte van de Nationale Partij-kombinatie (NPK) die 22 van de 39 zetels haalde. Na die verkiezingen was Eddy Bruma vier jaar lang minister van Economische Zaken in het kabinet-Arron, terwijl zijn partijgenoot Eddy Hoost minister van Justitie werd.
Tijdens die regeerperiode werd het ideaal van Bruma verwezenlijkt: Suriname werd in 1975 onafhankelijk van Nederland. Bij de parlementsverkiezingen van 1977 lukte het de PNR niet om een zetel te bemachtigen.

### Na 1980
Na de staatsgreep in 1980 onder leiding van Desi Bouterse was Bruma de formateur van de regering-Chin A Sen I, waar naast burgers ook leden van de Nationale Militaire Raad (NMR) in zaten. De arts Chin A Sen was lid van de PNR, maar tot dan niet politiek actief.
Hierna was hij vooral actief als advocaat en gaf hij soms politieke adviezen. Zo gaf president Wijdenbosch zijn neef Bruma in 1996 de leiding over de evaluatie van de betrekkingen tussen Suriname en Nederland.

## Literaire activiteit
Eddy Bruma leidde in de jaren ’50 de culturele organisatie Wie Eegie Sanie, aanvankelijk in Nederland, later in Suriname. Hij was een voorvechter van het Sranan en mederedacteur van het Surinamenummer van het Friese tijdschrift De Tsjerne (1952), waarin zijn verhaal 'De fuik' verscheen over de leegloop van het arme kokosdistrict Coronie (later afgedrukt in de bloemlezingen Verhalen van Surinaamse schrijvers (1989) en Mama Sranan (1999) ). Bruma schreef voorts gedichten (opgenomen in de bloemlezingen Creole Drum (1975) en Spiegel van de Surinaamse poëzie (1995) en toneelspelen die zich in de slaventijd afspelen: De geboorte van Boni (1952 in Nederland opgevoerd, in 1957 in het Sranan in Suriname), over de guerrillaleider Boni, zoon van een gevluchte slavin, die strijd voerde tegen de koloniale overheerser en de slavernij. Later volgde het stuk Basja Pataka (Suriname, 1958). Hij schreef en regisseerde voorts Anansitori met veel dans en muziek uit de creoolse traditie.

## Dood
In oktober 2000 werd Bruma op zijn oprit geslagen met een hard voorwerp, waarbij hij een schedelbasisfractuur opliep. Enkele weken later overleed hij in een ziekenhuis op 75-jarige leeftijd aan die verwondingen. De dader is nooit opgepakt.Bij zijn staatsbegrafenis hield onder andere president Venetiaan een toespraak.
In april 2005 kreeg hij postuum een onderscheiding van de Stichting 1 juli Keti Koti; zijn weduwe nam een oorkonde en een plaquette in ontvangst.
In 2022 kreeg hij een plaats op de Iconenkalender van NAKS.

## Over Eddy Bruma
- Over zijn  politieke activiteit: Edwin Kenneth Marshall: Ontstaan en ontwikkeling van het Surinaams nationalisme; Natievorming als opgave. Delft: Eburon, 2003.
- Over zijn literaire activiteit: Michiel van Kempen, Een geschiedenis van de Surinaamse literatuur. Breda: De Geus, 2003, deel I, pp. 526, 619-625, deel II, pp. 665–666.